# Sân bay Alcides Fernández
Sân bay Alcides Fernández  (IATA: ACD, ICAO: SKAD) là một sân bay thương mại bên bờ biển Caribbe của Colombia, phục vụ thị xã Acandí.
Sân bay này đã từng bị đóng cửa một thời gian trong thập niên 2000 để nâng cấp. Năm 2003, sân bay được mở cửa trở lại khi công việc nâng cấp đã hoàn tất..

## Hãng hàng không và tuyến bay
- Searca (Charter)
  - Bogotá - Sân bay quốc tế El Dorado
  - Medellín - Sân bay Olaya Herrera
- TAC Colombia (Charter)
  - Bogotá - Sân bay quốc tế El Dorado
  - Medellín - Sân bay Olaya Herrera

### Đã hủy
- Aerolínea de Antioquia
  - Medellín - Sân bay Olaya Herrera

## Máy bay
- Searca (Charter)
  - Let L-410 UVP-E
- TAC Colombia (Charter)
  - Let L-410 UVP-E